# Licopen
Licopenul sau licopina este un colorant vegetal, solubil în grăsimi, care dă culoarea roșie pepenelui, roșiilor și în cantitate mai scăzută și altor fructe. Aparține familiei carotenoidelor ca și β-carotenul, substanțe pe care organismul omului nu le sintetizează. Totuși, nu are activitate de vitamina A.Codul alimentar desemnat de către Uniunea Europeană acestui colorant este E-160d.